# Външен дълг
Външният дълг на дадена държава е сумата от дълговете на всички местни лица към кредитори извън страната.
Длъжници могат да бъдат държавата, регистрирани в страната предприятия и жители на страната, а кредитори – чужди държави, банки и други предприятия или частни лица от други страни, както и международни финансови институции, като Международния валутен фонд и Световната банка.